# San Nicola dei Lorenesi

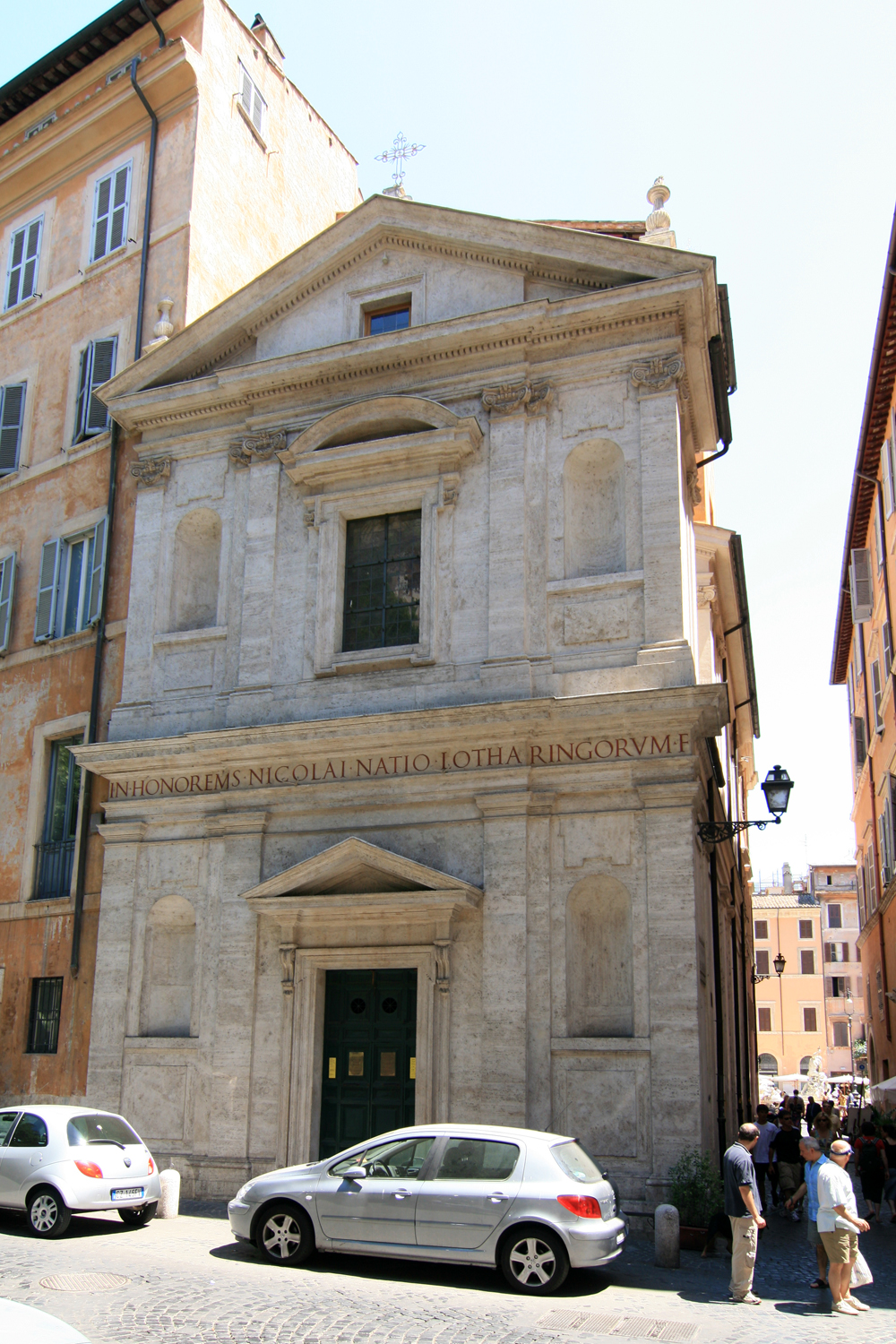
San Nicola dei Lorenesi, Außenansicht

Die Kirche San Nicola dei Lorenesi ist ein katholisches Gotteshaus in Rom, das sich am Largo Febo, in der Nähe der Piazza Navona, im Rione Parione befindet. Nach dem Anschluss des Herzogtums Lothringen an Frankreich im Jahr 1766 wurde das Gebäude in die Pieux Établissements de la France à Rome et Lorette integriert. Sie ist noch heute eine der fünf französisch-katholischen Kirchen in Rom, zusammen mit San Luigi dei Francesi, Trinità dei Monti, Sant’Ivo dei Bretoni und Santi Claudio e Andrea dei Borgognoni.

## Geschichte
Während der Renaissance schlossen sich die Franzosen und Lothringer zur Congrégration de Saint-Louis zusammen, die 1588 den Bau der Kirche San Luigi dei Francesi initiierte. Ein Teil dieser Kirche wurde von Herzog Karl III. von Lothringen finanziert, um den lothringischen Staat im Vatikan zu vertreten.
1587 gründeten die Lothringer eine neue, von der französischen Bruderschaft unabhängige Bruderschaft unter dem Namen Confraternité de Saint-Nicolas et de Sainte-Catherine de la Nation de Lorraine et de Barrois, die berechtigt war, eine Kapelle im Inneren von San Luigi dei Francesi zu besitzen, mit dem Ziel, eine eigene Kirche in Rom zu bauen.
Papst Gregor XV. gewährte der Bruderschaft 1623 in einer Bulle eine Kirche mit dem Namen San Nicola in Agone in der Nähe der Piazza Navona. Die von dem lothringischen Architekten François Desjardins oder Du Jardin (italienisch: Francesco Giardini) umgebaute Kirche wurde 1632 auf den Namen San Nicola dei Lorenesi geweiht, so dass das Herzogtum Lothringen in Rom mit einer eigenen Kirche vertreten war.
Im 20. und 21. Jahrhundert wurde die Pfarrei Teil des Apostolats der Gemeinschaft vom heiligen Johannes.

## Architektur
Es handelt sich um ein nüchternes, klassizistisches Gebäude mit einem einzigen Schiff und zwei Seitenkapellen; die Fassade wurde mit Marmor aus dem Stadion des Domitian verziert.

## Innen

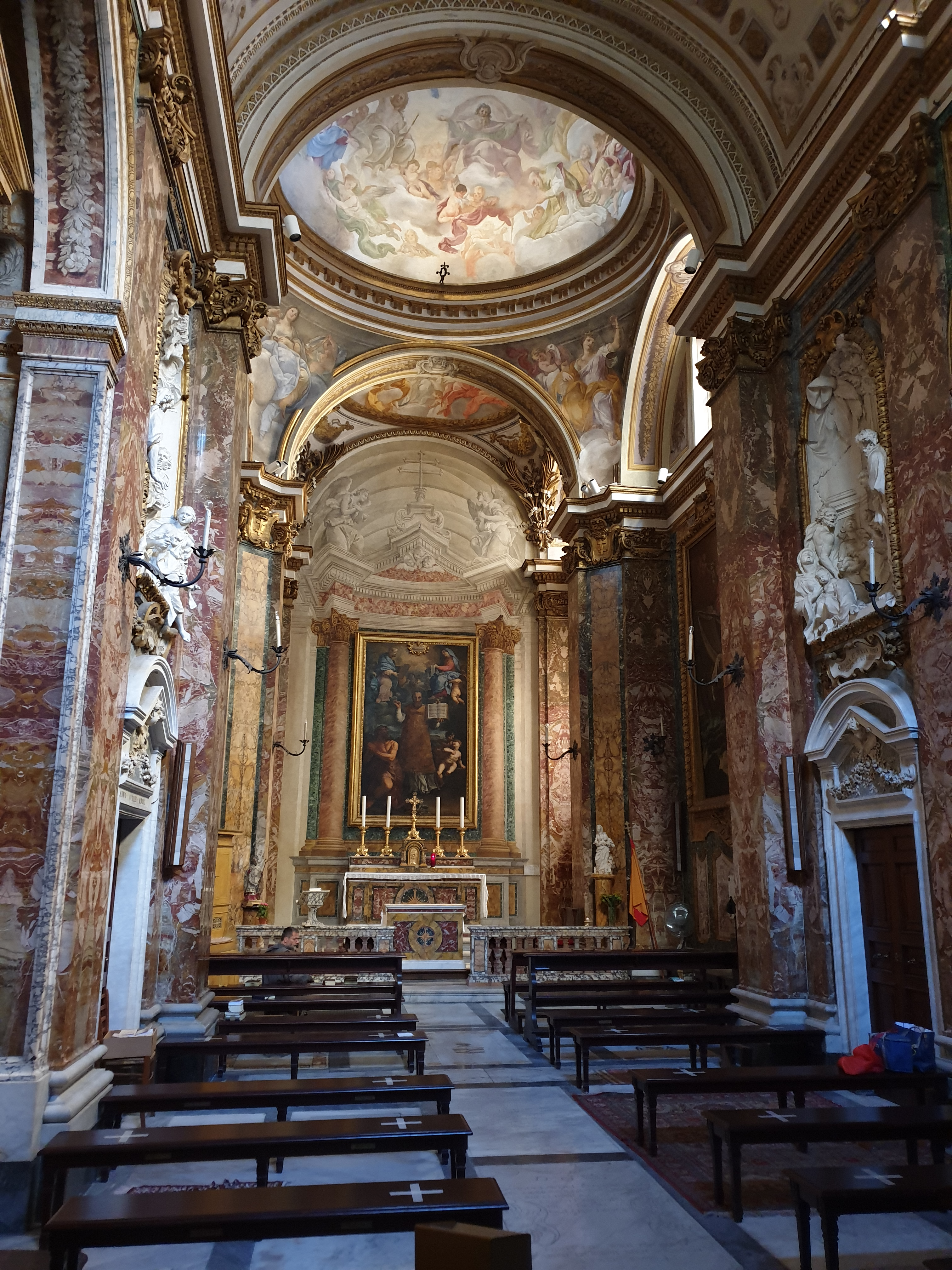
Innenansicht

Hinter dem Hochaltar simuliert ein Trompe-l’œil eine runde Apsis, ein weiteres schmückt die Kuppel.
Es gibt zahlreiche Stuckarbeiten und einige Gemälde von François Nicolas de Bar (oder „Nicolas Lorense“) und anderen lothringischen Landschaftsmalern der damaligen Zeit.
Im 18. Jahrhundert malte Corrado Giaquinto einige Fresken: Der Heilige Nikolaus lässt Wasser aus einem Felsen sprudeln, Die vier Kardinaltugenden, Die Dreifaltigkeit und der Heilige Nikolaus, Die drei theologischen Tugenden und Der Engel, der einen Gefangenen befreit.
Anlässlich des Jubiläums von 1750 malte Giaquinto auch zwei Altarbilder: Hl. Nikolaus und die Offiziere von Konstantin und Hl. Nikolaus, der den Sturm beruhigt.
Die Kirche wurde auf Kosten Frankreichs und der Region Lothringen restauriert.

## Bestattungen
Der lothringische Maler Charles Mellin wurde hier 1649 beigesetzt.